# Микаела Шефер
Микаела Шефер (на немски: Micaela Schäfer) е германски модел и диджей. Родена е на 1 ноември 1983 г. в град Лайпциг, ГДР, днешна Германия.
Носителка е на титлите „Мис Източна Германия“, „Мис Винъс“ и „Мис Максим“.
През 2012 и 2014 г. получава две порнографски награди Venus в категорията за награда на журито за еротичен модел.